# Dauphin Thompson
Pour les articles homonymes, voir Thompson.
Dauphin Thompson est un abolitionniste américain né le 17 avril 1838 à North Elba, dans l'État de New York, et mort le 18 octobre 1859 à Harpers Ferry, alors en Virginie. Comme son frère William Thompson, il est connu pour son engagement aux côtés de John Brown : il participe à son raid contre Harpers Ferry, au cours duquel il est tué dans le bâtiment connu depuis lors comme le « fort de John Brown ».